# Rolling Meadows
Rolling Meadows est une ville située dans le comté de Cook en proche banlieue de Chicago dans l'État de l'Illinois aux États-Unis, située à 42° 04′ 34″ N, 88° 01′ 33″ O.